# Keçili, Yahşihan
Keçili là một xã thuộc huyện Yahşihan, tỉnh Kırıkkale, Thổ Nhĩ Kỳ. Dân số thời điểm năm 2010 là 190 người.